# Whether, I
Whether, I war eine 2013 gegründete Post-Hardcore-Band aus Houston, Texas.

## Geschichte
Whether, I wurden 2013 von den Sängern Kaleb Eddy und Joshua Calhoun, sowie den beiden Gitarristen Andrei Restrepo und Jordan Sweeny, Bassist Todd Lenting und Schlagzeuger Jonathan Amaya in der texanischen Stadt Houston gegründet. Im selben Jahr nahm die Gruppe ihre Debüt-EP Dreamcatcher auf, welche im Dezember 2013 veröffentlicht wurde. Im Februar 2014 wurde die Gruppe von InVogue Records unter Vertrag genommen und die EP erneut veröffentlicht. Auf der neuen Version der EP befinden sich zwei Bonustitel. Aufgenommen und produziert wurde diese EP von Tom Denney, welcher in der Vergangenheit mit For the Fallen Dreams, Secrets und A Day to Remember zusammenarbeite. Bei letzterer fungierte Denney als Gitarrist.
Die erste Tournee absolvierte die Gruppe zwischen dem 12. und 29. Juli 2014 als Vorband für Restless Streets. Zwischen dem 28. November 2014 und dem 14. Dezember 2014 tourt die Band gemeinsam mit For All I Am und Until We Are Ghosts als Vorband für Famous Last Words im Rahmen der InVogue Records Tour durch die Vereinigten Staaten. Ursprünglich waren Kingdom Of Giants für die Tournee vorgesehen, wurden aber später durch Until We Are Ghosts ersetzt. Am 2. Dezember 2014 wurde das Debütalbum Catalyst über InVogue Records veröffentlicht.
Die Band löste sich Anfang des Jahres 2016 auf.

## Diskografie

### EPs
- 2013: Dreamcatcher (Eigenproduktion, 2014 über InVogue Records neu aufgelegt)

### Alben
- 2014: Catalyst (InVogue Records)